# Schoenobius
Schoenobius és un gènere d'arnes de la família Crambidae.

## Taxonomia
- Schoenobius arimatheella (Schaus, 1922)
- Schoenobius damienella (Schaus, 1922)
- Schoenobius endochalybella (Hampson, 1896)
- Schoenobius endochralis (Hampson, 1919)
- Schoenobius flava (de Joannis, 1930)
- Schoenobius gigantella (Denis & Schiffermüller, 1775)
- Schoenobius immeritalis Walker, 1859
- Schoenobius irrorata (Hampson, 1919)
- Schoenobius latignathosius Amsel, 1956
- Schoenobius molybdoplecta (Dyar, 1914)
- Schoenobius parabolistes
- Schoenobius pyraustalis Hampson, 1919
- Schoenobius retractalis (Hampson, 1919)
- Schoenobius sagitella (Hampson, 1896)
- Schoenobius scirpus Chen & Wu, 2014
- Schoenobius vittatalis (Hampson, 1919)
- Schoenobius vittatus Möschler, 1882

## Espècies antigues
- Schoenobius attenuata Hampson, 1919
- Schoenobius bipunctatus Rothschild in Sjöstedt, 1926
- Schoenobius caminarius Zeller, 1852
- Schoenobius hasegawai Shibuya, 1927
- Schoenobius ignitalis Hampson, 1919
- Schoenobius incertellus Walker, 1863
- Schoenobius melanostigmus Turner, 1922